# Dumitru Nanu
Dumitru Nanu (n. 26 octombrie 1873, Câmpulung-Muscel – d. 12 februarie 1943, București) a fost un poet și un traducător român. 

## Biografie

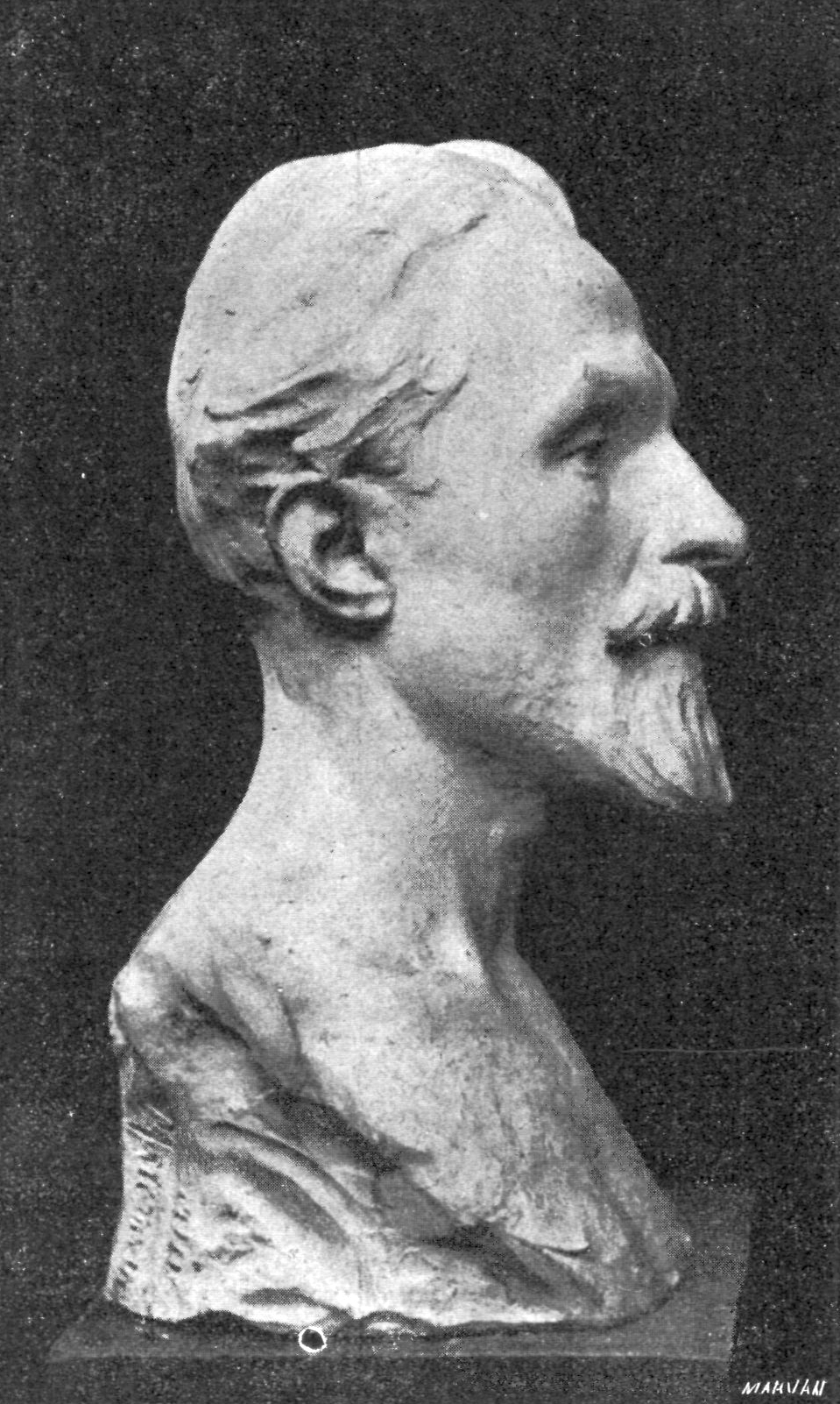
D. Nanu - de Dumitru Mățăoanu

Poetul și traducătorul Dumitru Nanu s-a născut la 26 octombrie 1873, în ziua de Sfântul Dumitru, de unde numele, fiind unul dintre cei cinci copii ai lui Gheorghe Nanu și ai Zoiei Hristudos.
După învățătura primară la Câmpulung-Muscel, a urmat liceul Matei Basarab și liceul Sf. Sava din București. Licențiat al Facultății de Drept din București, urmează cursurile școlii veterinare. În 1891 debutează în literatură cu volumul de poezii „Nocturne“. Începuturile lui literare se anunță promițătoare, revista „Foaie interesantă“, la conducerea căreia ajunge, începând cu numărul 21, și George Coșbuc, îl publică în două rânduri, la un interval relativ mic, în numerele 31 și 37 din 1897.
Răsfoind paginile revistei „Carmen“, tribună a cenaclului macedonskian, Mihail Sadoveanu va mărturisi într-o epistolă din 1898, către Enric Furtună, că revista îi produse „o impresie bună.“ Dintre colaboratori, alături de Gheorghe Silvan și Panait Cerna, îl remarcă și pe Dumitru Nanu, de care vorbește și în 1901 al săptămânalului literar „Revista Modernă“ : „Este o poezie de D. Nanu, bună.“ Între 1903 și 1906 poetul va funcționa ca profesor suplinitor de limba franceză în Bacău și Bârlad. Mai târziu, el va funcționa la revista „Făt-Frumos“, avându-i ca fondatori pe Gheorghe Tutoveanu, Emil Gârleanu, D. Nanu, Corneliu Moldoveanu, Ioan Adam și Alexandru Mândru. Revista își propune să promoveze o literatură cu înalte virtuți educative, bucurându-se, prin exclusivismul inspirației, de întreaga aprobare a lui Nicolae Iorga. 
Aici, Dumitru Nanu publică, chiar din primul număr al revistei, unele din poeziile  sale, de acum cuprizând  „acorduri memorabile“, după aprecierea lui George Călinescu. În viață va îndeplini funcții diverse, unele fără legătură cu literatura. În 1904 avea o însărcinare la Galați,inspecta băncile sătești din Județul Covurlui și împărțea în gara Ghibărțeni hrana pentru trei luni la țăranii sinistrați de secetă și inundații. În primăvara lui 1905 era secretarul lui Hurmuzescu în Ministerul Instrucțiunii. În iulie lăsase postul și era secretarul fratelui său, celebrul doctor Ion Nanu-Muscel. 
Împreună cu Păstorel Teodoreanu, Mihail Dragomirescu și Otilia Cazimir primesc în 1937 Premiul național de literatură. Fără să fie un scriitor prea disputat, Dumitru Nanu s-a bucurat însă de o oarecare apreciere din partea multor oameni de litere ai vremii, fiind prețuit pentru modestia și sinceritatea relațiilor cu aceștia. Poetul a trăit discret și modest, lasând contemporanilor de care s-a despărțit la vârsta de 70 ani.

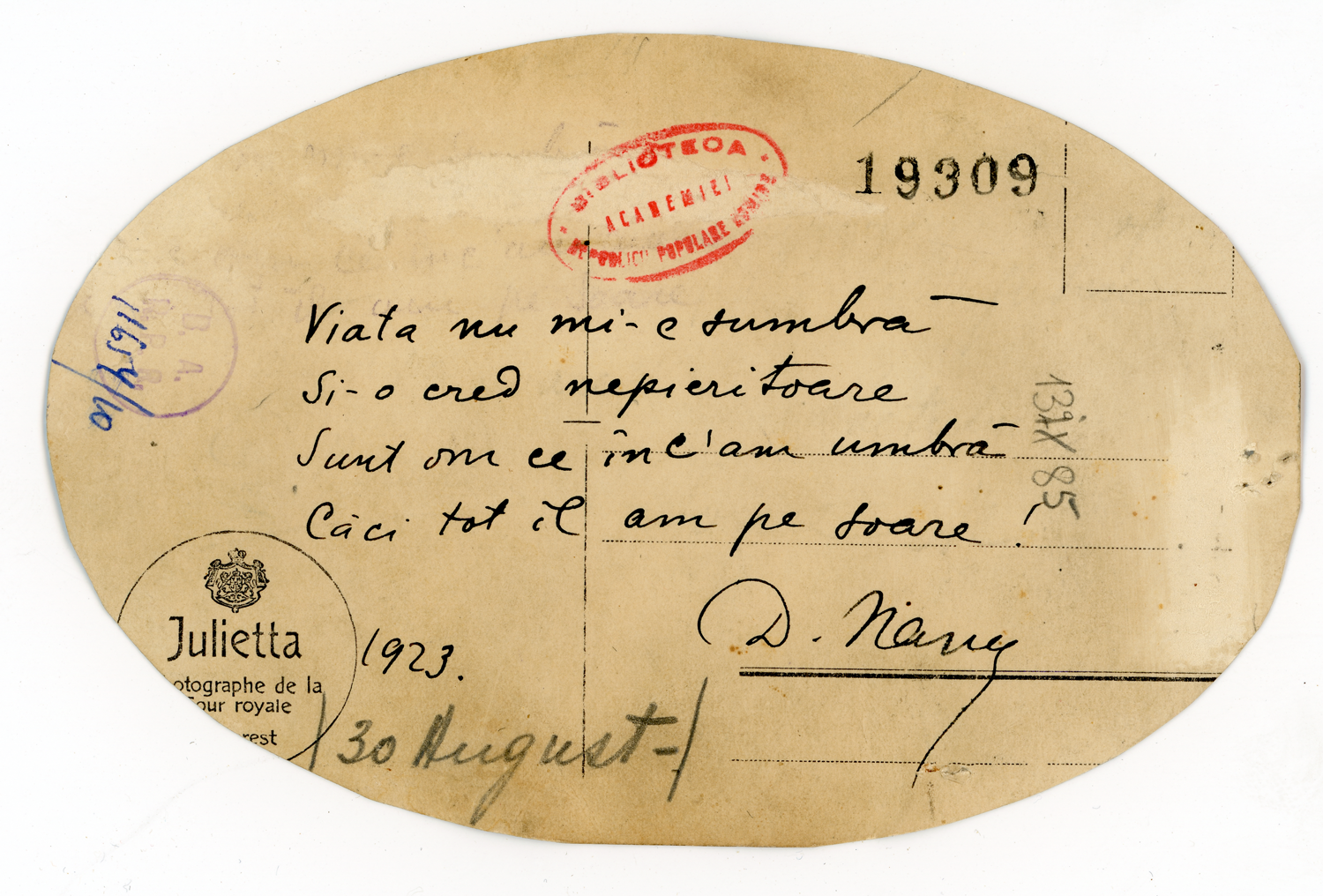
Carte postala Dumitru Nanu.

## Distincții
- Ordinul Meritul Cultural, în gradul de Cavaler clasa I, pentru litere (1 februarie 1943)[2]

## Operă
- Nocturne, 1891;
- La focul rampei, 1906;
- Ispitirea de pe munte, 1914;
- Isus vă cheamă, 1923;
- Mișcarea de la Biserica Sf. Ștefan, 1924;
- La mielul alb, 1925;